# 让-菲利普·盖亭
让-菲利普·盖亭（法語：Jean-Philippe Gatien，法語發音：[ʒɑ̃ filip ɡasjɛ̃]，1968年10月16日—），法国男子乒乓球运动员，左手横握球拍，两面弧圈球打法，技术细腻，打法凶狠，为“不讲理”打法的代表人物。

## 生平
盖亭在7岁时便打败了身为法国地区乒协主席的父亲，1987年曾在瑞典公开赛上打败瑞典名将瓦尔德内尔。1991年，盖亭打入乒乓球世界杯男单决赛，惜败于瑞典选手佩尔森，首次获得国际大赛单打奖牌。次年的巴塞罗那奥运会，盖亭在男单比赛中一路淘汰刘南奎、丁毅、马文革等众多高手，打进决赛，但因经验不足而0：3负于如日中天的瓦尔德内尔，获得本届比赛的银牌，但他创造了法国乒乓球选手在奥运会的最佳成绩。
1993年，技术日渐成熟的盖亭于哥德堡世乒赛的男单比赛中打入决赛，并击败比利时名将塞弗，成为世乒赛历史上第一位来自法国的男单冠军。一年以后，他再次在乒乓球男单比赛中击败塞弗，再获世界杯男单冠军。
1995年的天津世乒赛是盖亭职业生涯的分水岭，他被中国选手孔令辉淘汰，止步16强。此后，由于状态下滑及伤病困扰，盖亭在随后几年的单打战绩乏善可陈，但他与希拉、勒古、埃洛瓦所组成的法国队，曾先后夺得一次世乒赛男团亚军，以及两次乒乓球世界杯男团季军，是法国乒乓球历史上综合实力最强的一支队伍。
盖亭于2004年结束了运动员生涯，后进入法国高等经济商业学院学习。远离赛场的盖亭仍然积极参与乒乓球相关活动，他于2006年创立“乒乓态度”协会。